# Hirnantien
Stratigraphie
Katien Rhuddanien
Llandovery
L'Hirnantien est le dernier étage géologique de l'Ordovicien supérieur, dans l'ère Paléozoïque.
Il est précédé par le Katien et suivi par le Rhuddanien, premier étage du Silurien.
L'Hirnantien s'étend de 445,2 ± 1,4 à 443,8 ± 1,5 Ma.

## Nom et histoire
L'Hirnantien est nommé d'après la localité de Cwm Hirnant près de Bala au nord du Pays de Galles. Ce nom fut proposé en 1933 par John Bevis Beeston Bancroft.
Il était auparavant considéré comme l'un des âges de l'Ashgillien, qui était alors le nom donné à la fin de l'Ordovicien.

## Glaciation hirnantienne
La fin de l'Ordovicien est marquée par une grande glaciation, appelée parfois « glaciation hirnantienne », provoquée par la migration du super-continent du proto-Gondwana vers le pôle sud.
Cette glaciation débute au cours du Katien et culmine à l'Hirnantien. Elle est considérée comme responsable de la deuxième plus importante extinction massive de la vie sur Terre au cours de l'éon Phanérozoïque: l'extinction de l'Ordovicien-Silurien.

## Définition et PSM
| Silurien                                            | Llandovérien | Rhuddanien  | plus récent    |
| Ordovicien                                          | supérieur    | Hirnantien  | 445.2 – 443.1  |
| Ordovicien                                          | supérieur    | Katien      | 452.8 – 445.2  |
| Ordovicien                                          | supérieur    | Sandbien    | 458.2 – 452.8  |
| Ordovicien                                          | moyen        | Darriwilien | 469.4 – 458.2  |
| Ordovicien                                          | moyen        | Dapingien   | 471.3 – 469.4  |
| Ordovicien                                          | inférieur    | Floien      | 477.1 – 471.3  |
| Ordovicien                                          | inférieur    | Trémadocien | 486.85 – 477.1 |
| Cambrien                                            | Furongien    | Étage 10    | plus ancien    |
| Subdivision de l'Ordovicien selon l'ICS, août 2018. |              |             |                |

La limite inférieure est définie par la première date d'apparition (First appareance datum, FAD) de l'espèce de graptolite Normalograptus extraordinarius. Cette limite coïncide aussi avec la base d'une grande anomalie positive dans le taux de l'isotope Carbone 13 et avec le début d'une importante baisse du niveau de la mer due à une puissante glaciation.
La limite supérieure de l'Hirnantien — c'est-à-dire la limite entre Ordovicien et Silurien — est définie par la première date d'apparition de l'espèce de graptolite Akidograptus ascensus; et juste un peu plus tard apparaît aussi pour la première fois l'espèce de graptolite Parakidograptus acuminatus.
Le lieu choisi comme point stratotypique mondial (PSM) (Global Boundary Stratotype Section and Point, GSSP) est la coupe de Wangjiawan (30° 58′ 56″ N, 111° 25′ 10″ E) proche de Wangjiawan, un village de République populaire de Chine, à quarante-deux kilomètres au nord de la ville-préfecture de Yichang, dans la province de Hubei.